# Municipio de Collegeville
El municipio de Collegeville (en inglés: Collegeville Township) es un municipio ubicado en el condado de Stearns en el estado estadounidense de Minnesota. En el año 2010 tenía una población de 3343 habitantes y una densidad poblacional de 36,73 personas por km².

## Geografía
El municipio de Collegeville se encuentra ubicado en las coordenadas 45°33′3″N 94°26′45″O / 45.55083, -94.44583. Según la Oficina del Censo de los Estados Unidos, el municipio tiene una superficie total de 91.02 km², de la cual 82,12 km² corresponden a tierra firme y (9,77 %) 8,89 km² es agua.

## Demografía
Según el censo de 2010, había 3343 personas residiendo en el municipio de Collegeville. La densidad de población era de 36,73 hab./km². De los 3343 habitantes, el municipio de Collegeville estaba compuesto por el 91,56 % blancos, el 1,82 % eran afroamericanos, el 0,21 % eran amerindios, el 4,91 % eran asiáticos, el 0,75 % eran de otras razas y el 0,75 % eran de una mezcla de razas. Del total de la población el 1,35 % eran hispanos o latinos de cualquier raza.